# Liste der Monuments historiques in Joyeux
Die Liste der Monuments historiques in Joyeux führt die Monuments historiques in der französischen Gemeinde Joyeux auf.

## Liste der Bauwerke
| Bezeichnung | Beschreibung   | Standort | Kennzeichnung | Schutzstatus | Datum | Bild           |
| ----------- | -------------- | -------- | ------------- | ------------ | ----- | -------------- |
| Schloss     | Erbaut um 1900 | (Lage)   | PA01000022    | Classé       | 2009  | weitere Bilder |

## Liste der Objekte
- Monuments historiques (Objekte) in Joyeux in der Base Palissy des französischen Kultusministeriums